# Isaac Joseph
Pour les articles homonymes, voir Joseph.
Isaac Joseph,  (né le 21 septembre 1943 au Caire et mort le 10 février 2004 à Paris) est un sociologue français.

## Biographie
Agrégé de philosophie, Isaac Joseph, élève de Georges Canguilhem, est d’abord en poste à l'université Lumière-Lyon-II de 1968 à 1994, puis il est professeur de sociologie à l'Université Paris X-Nanterre.
Il est connu notamment pour avoir introduit en France les travaux de l'École de Chicago, mais aussi pour ses études sur Erving Goffman, l'espace public et le pragmatisme. Il a été membre du Centre d'études, de recherches et de formation institutionnelles (CERFI) créé par Félix Guattari.

## Publications
- Disciplines à domicile. L’édification de la famille, revue Recherches no 28, 1977.
- Le passant considérable. Essai sur la dispersion de l'espace public, Librairie des Méridiens, 1984.
- Les métiers du public. Les compétences de l'agent et l'espace de l'usager, éd. avec G. Jeannot, CNRS, 1995.
- (dir.), L’espace du public. Les compétences du citadin, éditions Recherches, 1991.  (ISBN 978-2-86222-028-4)
- (dir.), Prendre place. Espace public et culture dramatique, éditions Recherches, 1995.  (ISBN 978-2-86222-029-1)
- Erving Goffman et la microsociologie, Presses universitaires de France, 1998.
- La ville sans qualités, Éditions de l'Aube, 1998.
- (dir.), Villes en gares, Éditions de l'Aube, 1999.
- L'héritage du pragmatisme. Conflit d'urbanité et épreuves du civisme, dir. avec Daniel Céfaï, Colloque de Cerisy, Éditions de l'Aube, 2002.
- Météor. Les métamorphoses du métro, Economica, 2004
- L'athlète moral et l'enquêteur modeste. Recueil d'articles, préface et éd. de D. Cefaï, Economica, « Études Sociologiques », 2007.